# Dumas, Texas
Dumas là một thành phố thuộc quận Moore, tiểu bang Texas, Hoa Kỳ. Năm 2010, dân số của xã này là 14691 người.

## Dân số
- Dân số năm 2000: 13747 người.
- Dân số năm 2010: 14691 người.